# Oryziinae
Oryziinae zijn een onderfamilie van straalvinnige vissen uit de orde van Geepachtigen (Beloniformes).

## Geslacht
- Oryzias Jordan en Snyder, 1906